# Badische Allgemeine Versicherung

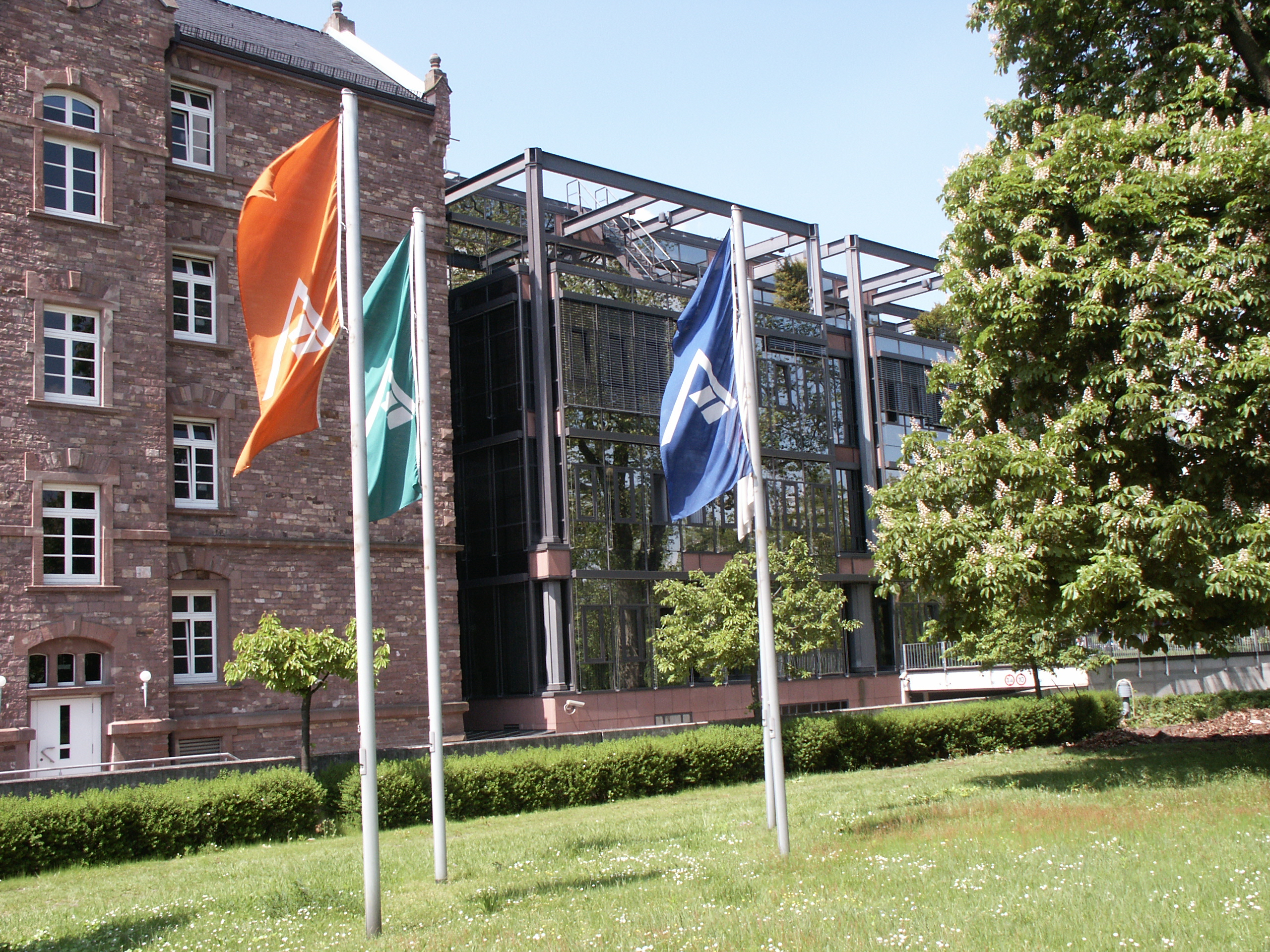
BGV-Direktion Karlsruhe, Geschäftssitz der Badischen Allgemeinen

Die Badische Allgemeine Versicherung AG (Badische Allgemeine) wurde am 20. Dezember 1988 als gemeinsames Tochterunternehmen des Badischen Gemeinde-Versicherungs-Verbandes (BGV), Karlsruhe, und der Öffentlichen Versicherungs-Anstalt der Badischen Sparkassen (ÖVA), Mannheim, mit Sitz in Karlsruhe und Betriebsstätten in Karlsruhe und Mannheim gegründet. Das neue Unternehmen machte es dem BGV möglich, ohne Beschränkung am Markt tätig zu werden, um auch den privaten Versicherungsbedarf abzudecken. Die Aufnahme der Geschäftstätigkeit erfolgte zum 1. Januar 1990.
Aktionäre sind der BGV und die SV SparkassenVersicherung Lebensversicherung AG, Stuttgart, mit Quoten von 70 % bzw. 30 %. Das satzungsmäßige Geschäftsgebiet der Badischen Allgemeinen umfasst die Bundesrepublik Deutschland sowie die anderen Mitgliedsstaaten der Europäischen Union. Planmäßig ist die Gesellschaft in Baden tätig.
Die Geschäftstätigkeit der Badischen Allgemeinen beschränkt sich im Wesentlichen auf das selbst abgeschlossene Versicherungsgeschäft. Die quotenmäßige Beteiligung der Gesellschaft am Terrorpool der öffentlichen Versicherer (Extremus Versicherung) wird als übernommenes Versicherungsgeschäft ausgewiesen.